# أوتوفاز
أوتوفاز هي شركة روسية لصناعة السيارات، تعرف أيضاً باسم فاز VAZ (الروسية: АвтоВАЗ)، ومشهورة على مستوى العالم بعلامتها التجارية لادا Lada . أنشئت في أواخر ستينات القرن العشرين بالتعاون مع شركة فيات الإيطالية لصناعة السيارات.
تنتج أوفتوفاز سنوياً نحو مليون سيارة، من بينها طرازات «سامارا» و Lada 110. مصنع فاز هو من أكبر مصانع السيارات في العالم إذ أن فيه أكثر من 144 كم من خطوط الإنتاج وهو يتفرد في أن معظم مكونات السيارات هي من الإنتاج المنزلي.
بشكل عام تعتبر سيارات لادا من السيارات المتينة التي تفتقر إلى وسائل الترفيه الموجودة في السيارات الحديثة الأخرى. وقد منعت العقوبات تصديرها إلى الولايات المتحدة لكن في المقابل صدّر الكثير منها إلى عدد من الدول الغربية مثل كندا وبريطانيا في حقبة السبعينات والثمانينات من القرن العشرين.
في عام 1993 ، تي إس ، التي تأسست في عام 1992 من قبل فياتشيسلاف زوباريف ، وقعت عقدا مع أفتوفاز. في عام 1995 ، تم افتتاح أول مركز سيارات لادا كامل في مدينة نابريجني تشلني وبدأ التسليم المباشر من مصنع السيارات. في عام 1995 ، تم افتتاح مكتب في قازان. حتى عام 1997 ، كانت السيارات مدفوعة من نابريجناي تشلني. بعد ذلك ، تم نقلهم بالسكك الحديدية.

## وصلات خارجية
- سيارات لادا، صور ومعلومات